# Същински скачащи мишки
Същинските скачащи мишки (Sicista) са род дребни бозайници от семейство Тушканчикови (Dipodidae).

## Разпространение
Включва повече от 10 вида, разпространени в Палеарктика. В България се среща един вид – степна скачаща мишка (Sicista subtilis).

## Описание
На външен вид представителите на рода приличат на мишки, но задните им крайници са удължени, което им позволява да скачат. Дължината на главата и тялото достига 90 mm, а опашката е по-дълга. На цвят са кафеникави, по-светли по корема.

## Видове
- Sicista armenica
- Sicista betulina – Горска скачаща мишка
- Sicista caucasica
- Sicista caudata
- Sicista concolor
- Sicista kazbegica
- Sicista kluchorica
- Sicista napaea
- Sicista pseudonapaea
- Sicista severtzovi
- Sicista strandi
- Sicista subtilis – Степна скачаща мишка
- Sicista tianshanica